# Musée des Armées Lucien-Roy
Pour les articles homonymes, voir Musée de l'Armée.
Le musée des Armées Lucien-Roy est un musée militaire situé dans la commune franc-comtoise de Beure, limitrophe de la ville de Besançon.

## Historique
Le musée a été créé en tant que musée privé en 1983 par Jean Cretin, un ancien adjudant-chef devenu maire de Beure, à partir de collections personnelles réunies depuis les années 1960. En 2015 le musée est géré par une association. Il porte le nom de Lucien Roy, premier soldat de Beure mort durant la Première Guerre mondiale et oncle de Jean Cretin,.

## Description
Le musée est installé dans une ancienne maison vigneronne datant du XVIIIe siècle, et réunit une collection témoignant des nombreux conflits impliquant la France.
On y trouve beaucoup d'armes et munitions inertes ainsi que des documents et témoignages d'époque, dont les fonds proviennent de la conquête française en 1674, des diverses batailles du XIXe siècle et surtout celles du XXe siècle jusqu'au récent conflit en ex-Yougoslavie. En plus de l'artillerie, plus de 200 mannequins en uniformes, des affiches, des médailles et des objets quotidiens (de la gamelle du soldat français au bouthéon ou à l'ouvre-boîte des soldats allemands de la Seconde Guerre mondiale) sont présentés au public. Enfin, des maquettes plusieurs éléments dont des maquettes font vivre la cruauté des combats durant la Première Guerre mondiale, et deux salles témoignent du rôle des femmes dans la guerre. On note également la présence de certaines pièces rares, tel que le poêle à bois du général de Gaulle.

## Accès
Le musée est desservi par la ligne  85  du réseau de transport en commun Ginko.